# Дороги Шу

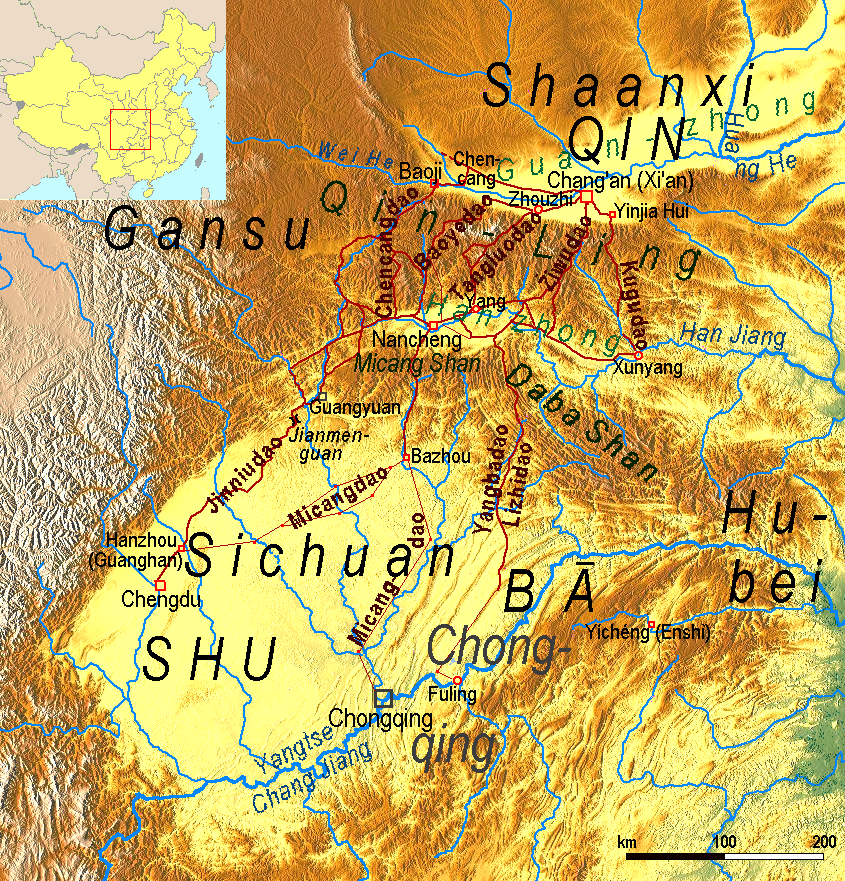
Древние дороги из Цинь (Шэньси) в Шу (Сычуань);

Дороги Шу (кит. 蜀道, пиньинь: shǔdào) были системой горных дорог, соединяющих китайские провинции Шэньси и Сычуань, построенные и поддерживаемые с 4-го века до нашей эры. Техническими особенностями дорог были участки-галереи. Они представляли из себя деревянный настил, установленный на деревянные или каменные балки, вставленные в отверстия, вырезанные в боках скал.

## География
Дороги соединяют три соседних бассейна, разделенных и окруженных высокими горами. Северный бассейн называется  Гуаньчжун. Он дренируется через Желтую реку. В древние времена это было сердце государства Цинь, ныне центрального региона Шэньси. На юге она граничит с горами Циньлин.  К югу от этого ареала находится бассейн Ханьчжун, истощенный рекой Ханьшуй, притоком Янцзы. Бассейн Ханьчжун разделен на бассейн Сычуань горными хребтами, называемыми Микан Шан (кит. 米 倉山 / 米 仓山, Mǐcāng Shān, «Зернохранилища») на западе и Горами Даба на востоке. Бассейн Сычуань и бассейн Ханьчжун сливаются в реку Янцзы.
Как и многие древние дорожные системы, Дороги Шу сформировали сеть крупных и второстепенных дорог с разными путями, используемыми в разные исторические времена. Тем не менее, многие дороги обычно обозначаются как основные маршруты.

## История

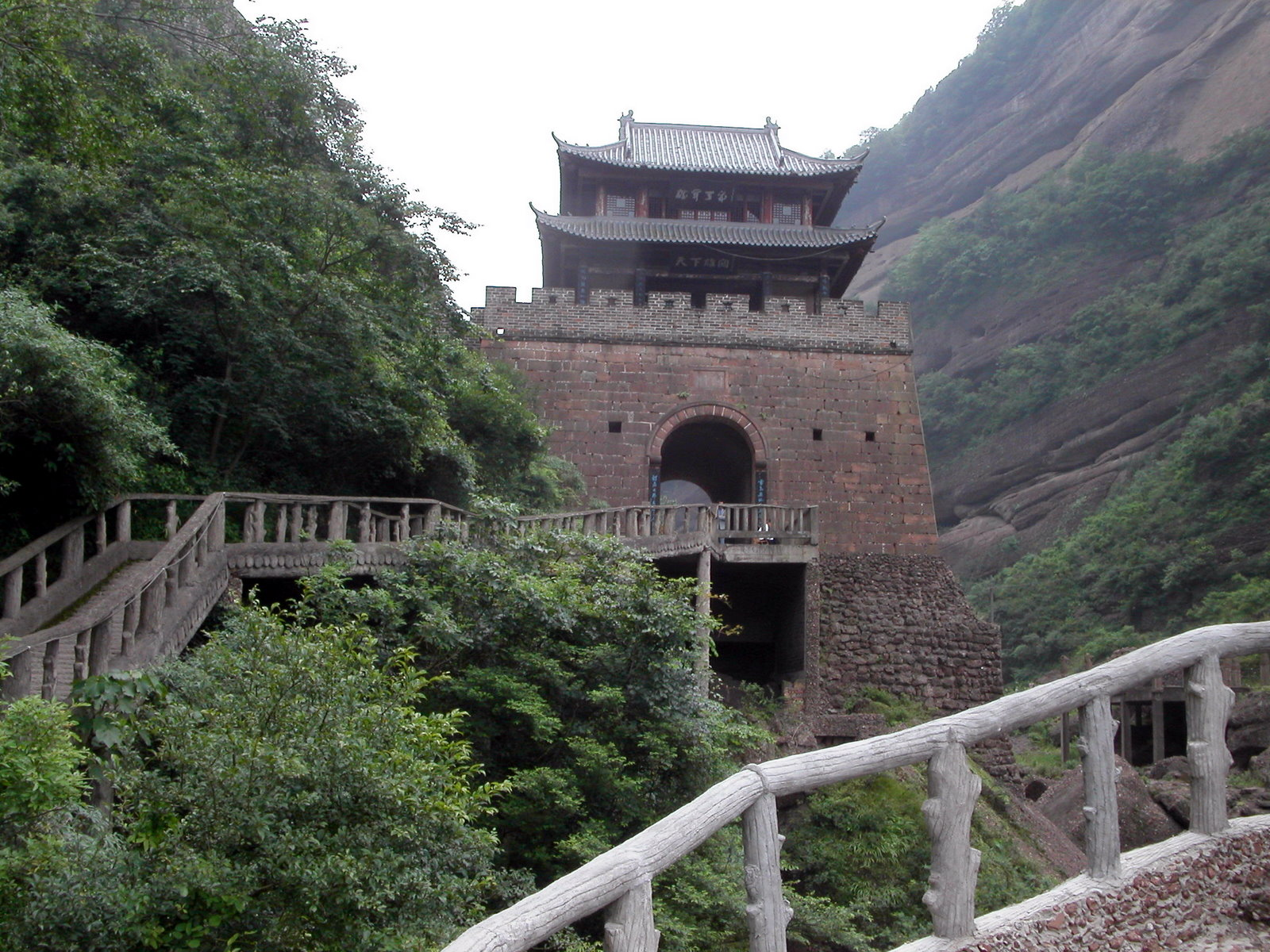
Джинниудао, реконструированный форт на перевале Цзяньмэнь

В 316 году до н.э. государство Цинь, столица которого тогда была Сяньян, покорила царство Шу и его восточного соседа, племенную федерацию Ба. В связи с этим завоеванием  через горы Циньлин были построены первые дороги.
Со временем отдельные участки дорог, не состоящие из досок, были заменены плитами и ступенями. Тем не менее, их преодоление все еще оставалось большой проблемой для путешественников. Во времена династии Тан поэт и чиновник Ли Бо писал о «трудном пути к Шу» и о «лестницах к небу, сделанных из древесины и камней». По дорогам были построены укрепленные пункты и города для охраны и приюта путешественников.
В своем путешествии по Азии (1271-1295) Марко Поло в период Юань прожил с 1275 по 1295 годы в Китае. Он оставил четкое описание Великой дороги из Пекина в Чэнду и включил в нее основные разделы дорог Шу. Позже китайские центры народонаселения и экономики переместились из западных горных районов на восточные равнины, в результате чего изменились направления транспортных перевозок. Тем не менее дороги Шу сохраняли важность для сообщения между западными бассейнами.
Во время смуты в конце династии Мин, Сычуань понёс большой материальный ущерб и лишился части населения из-за различных набегов и вторжений, при этом длинные участки дорог Шу пришли в негодность. Под властью династии Цин, Сычуань был перестроен, а дороги Шу были отремонтированы. Они оставались важными маршрутами для движения до первых десятилетий 20-го века.
Первая современная автомобильная дорога была открыта в провинции Сычуань в 1937 году и была доведена до Гуаньчжуна в 1943 году. С тех пор по тем же маршрутам, что и прежние дороги, были построены протяженные участки новых дорог из современных материалов. Таким образом, большинство древних деревянных дорог были разрушены. Для осмотра достопримечательностей и туристов были построены новые дощатые дороги, но в действительности они являются лишь исторической реконструкцией и никогда не служили для реальных транспортных перевозок.